# Zoran Terzić
Zoran Terzić, né le 9 juillet 1966 à Belgrade, est un entraîneur serbe de volley-ball féminin.

## Carrière

### En club
Zoran Terzić évolue à l'Étoile rouge de Belgrade de 1979 à 1986, jouant dans toutes les catégories d'âge, avant d'arrêter pour poursuivre ses études à l'université de Belgrade.
Il est entraîneur adjoint de l'IMT Belgrade de 1986 à 1990 puis entraîneur de l'équipe junior de l'Étoile rouge de Belgrade de 1996 à 1998. Il entraîne ensuite l'équipe féminine de l'Étoile rouge de Belgrade de 1998 à 2005 : il remporte trois championnats nationaux (2002, 2003, 2004).
Il part ensuite en Roumanie, coachant de 2006 à 2010 le Metal Galati avec lequel il remporte quatre championnats de Roumanie (2007, 2008, 2009, 2010) et trois coupes de Roumanie (2007, 2008, 2009). 
Après un court passage au Pallavolo Sirio Pérouse de 2010 à 2011 et au Dinamo Bucarest de 2011 à 2012 (remportant une Coupe de Roumanie avec ce dernier en 2012), il est entraîneur de l'Omitchka Omsk de 2012 à 2015, du CSM Târgoviște en 2016, du Voléro Zurich de 2016 à 2017 (remportant le championnat de Suisse 2017) et du Dinamo Moscou de 2017 à 2018, remportant le championnat de Russie 2018.
Il est entraîneur du Fenerbahçe SK depuis 2018.

### En sélection
Il devient sélectionneur de l'Équipe de République fédérale de Yougoslavie féminine de volley-ball en 2002 (qui deviendra Équipe de Serbie-et-Monténégro féminine de volley-ball en 2003 puis Équipe de Serbie féminine de volley-ball en 2006).
Il est troisième du Championnat du monde féminin de volley-ball 2006, finaliste du Championnat d'Europe féminin de volley-ball 2007, vainqueur de la Ligue européenne de volley-ball féminin 2009, de la Ligue européenne de volley-ball féminin 2010 et de la Ligue européenne de volley-ball féminin 2011, vainqueur du Championnat d'Europe féminin de volley-ball 2011, troisième du Grand Prix mondial de volley-ball 2011, du Grand Prix mondial de volley-ball 2013 et du Grand Prix mondial de volley-ball 2017, troisième de la Ligue européenne de volley-ball féminin 2012, finaliste de la Coupe du monde de volley-ball féminin 2015 et des Jeux olympiques d'été de 2016 et remporte le Championnat d'Europe féminin de volley-ball 2017 et le Championnat du monde féminin de volley-ball 2018.
Il est aussi médaillé d'argent à l'Universiade d'été de 2009.